# ОФК „Левски 2007“
„Левски 2007“ е футболен клуб от град Левски. Основните цветове на отбора са синьо и бяло.

## История
Основан е през 1957 г. През 1974/75 участва на 1/32-финал за купата на страната. Под името на местния „Вагонно-ремонтен завод“ печели Държавното работническо първенство през 1977 г. През 1978/79 г. отново достига до 1/32-финал в турнира за Купата на България. На следващата година е преименуван на „Спортист“, а през 1981 г. сменя името си на „Локомотив“. През същата година влиза в Северната Б група, което е и най-големият успех на отбора. Следващия сезон постига най-силния си резултат в турнира за Купата на Съветската армия като завършва на 24-то място. Отпада в първия кръг от ЦСКА след две загуби с 2:5 в Левски и 1:7 в София. В следващия етап на турнира на 28.04.1982 г. постига една от най-престижните си победа в историята като надделява с 2:1 над елитния Етър, в чийто състав тогава личат имената на Кирил Ивков и Стефан Лъхчиев, а наставник на тима е Георги Василев. В мача за 23 – 24 място губи от друг елитен отбор Берое с 1:2 след продължения (в редовното време мачът завършва 1:1). Първата си победа в Северната Б група постига на 09.09.1981 г. като побеждава като домакин Локомотив (Горна Оряховица) с 1:0. До края на сезона постига едва още две победи над Осъм (Ловеч) и Лудогорец (Разград), записва и престижно домакинство равенство с шампиона в групата през същия сезон Спартак (Варна). В крайна сметка отборът завършва на последното 22-ро място с актив от 3 победи, 9 равенства, 30 загуби и голова разлика 24:113.
През 1990 година отново е преименуван на „Левски“. От 1992 до 1995 г. се нарича „Футуре“. За няколко години (1995 – 2002 г.) участва в А ОФГ-Плевен. От сезон 2002/03 г. е участник в първенството на Северозападната В група. Играе мачовете си на стадион [Левски], построен през 1966 г. и е с капацитет 6000 зрители. Основните цветове на клуба са синьо и бяло. През сезон 2006/2007 завършва на последно място в В група с актив от 10 т. и голова разлика 20:99. През лятото на 2007 г. тимът взема лиценза на „Ювентус“ (Малчика) и сменя името си на „Левски 2007“. През 2010/2011 изпада отново от Северозападната В група, финиширайки на 15-о място, но е върнат в групата поради отказът от участие на Спарта (Самоводене), завършили на 6-а позиция и закриването на Ком-Миньор (Берковица), отпаднал от Б група. През сезон 2014/2015 завършва на 5-о място във В група, което е второ най-високо класиране в историята на клуба. През следващия сезон тимът подобрява това класиране като завършва на 4-то място.

## Успехи
- 1/32-финалист за купата на страната през 1974/75, 1978/79 и 1981/82 г.
- 22 място в Северната Б група през 1981/82 г.
- Републикански шампион в Работническото първенство през 1977 г.

## Известни футболисти
- Ивайло Раденцов
- Трифон Иванов-Попа
- Величко Иванов
- Валентин Гатев
- Иван Брезоев
- Иван Георгиев
- Венцислав Костов
- Йордан Буров
- Милен Петков
- Станислав Антонов
- Любомир Тодоров
- Радослав Йорданов
- Даниел Островски
- Момчил Цветанов
- Георги Пашов
- Георги Миланов
- Илия Миланов
- Светослав Бърканичков
- Стефан Христов